# 方違神社
方違神社（ほうちがいじんじゃ）は、大阪府堺市堺区にある神社。地元では「ほうちがいさん」と称されている。旧社格は郷社。祭神は方違幸大神（かたたがえさちおおかみ）。古くから方違え、地相、家相などの方災除けの神社として信仰を集めている。

## 歴史
社伝では、崇神天皇8年12月29日（紀元前90年）に、勅願により物部大母呂隅足尼（もののべのおおもろすみのすくね）を茅渟の石津原に遣わせて須佐之男神を祀らせたとする。これが当社創建の起源という。
その後、神功皇后が三韓征伐終了後に忍熊王の叛乱に遭った際、当地に天神地祇を祀って方災除けを祈願し、合戦に勝利している。更に応神天皇が須佐之男神と天神地祇の他に三筒男神（住吉大神）と神功皇后を祀り、方違大依羅神社（かたたがへおおよさみのかむつやしろ）と号し、この社を方違宮と称したとされる。
社地は摂津国、河内国、和泉国の境の三国山（現・三国ヶ丘）にあり、三令制国のいずれにも属さない地、方位のない地であるとして、古くから方位、地相、家相などの方災除けの神社として有名であった。
奈良時代には行基が伏屋や井戸を設けて人馬往来の要衝として栄えた。天平15年（743年）には後に神宮寺となる向泉寺（現・三国丘高校の地）が建立されている。
平安時代には熊野街道にあったため熊野詣の人々が参詣して旅の安全を祈願した。
永正年間（1504年 - 1521年）に向泉寺が兵火で焼失し、後に現・堺区市之町東に再建された。
1868年（明治元年）には東京奠都の折に17日間の祈祷の命を蒙った。また、神仏分離によって神宮寺の向泉寺は廃寺とされた。
1873年（明治6年）3月、郷社に列している。1907年（明治40年）2月に水天宮社を合祀し、同年10月には当社の南東にあり泉北郡向井村の氏神社である向井神社（牛頭天王社）とその境内社（愛宕神社、神明社、小祠四社）を合祀して方違天王神社と改称するが、翌11月に方違神社に復号した。1908年（明治41年）12月、八幡社と武内社を合祀する。
1945年（昭和20年）7月10日の堺大空襲（第6回大阪大空襲）で社殿が焼失するが、1948年（昭和23年）に再建した。2017年（平成29年）12月に社殿が建て替えられた。
現在でも、転勤、結婚などでの転宅や海外旅行などの際に祈願する参拝者が多い。自分の在所から出かけていく先の方位についてのお祓いをしてもらい、清めの御砂を頂いて、自分の家の四方に撒く。
古くから方除けには当地の埴土を包んだちまきを奉ったことから、厄除守に御札のほか御砂、ちまきがある。
境内には三国丘碑、養蚕興業碑などがある。当社は反正天皇陵の北東部に接している。

## 祭神
- 主祭神 - 方違幸大神［八十天万魂神（天神地祇）、素盞嗚尊、三筒男大神（住吉大神）、息気長足姫命（神功皇后）］
- 合祀神 - 向井大神（大鷦鷯天皇（仁徳天皇）、去来穂別天皇（履中天皇）、瑞歯別天皇（反正天皇）、菟道稚郎子命、百済王仁）、水天宮外十二柱神

## 境内
- 本殿 - 2017年（平成29年）12月再建。
- 幣殿 - 2017年（平成29年）12月再建。
- 拝殿 - 2017年（平成29年）12月再建。
- 神庫
- 祭具庫
- 社務所
- 楠木姫大神
- 大年大明神
- 鈴山大明神
- 白髪大明神
- 末次大明神
- 八幡大神
- 神明社
- 神功皇后御馬繁之松

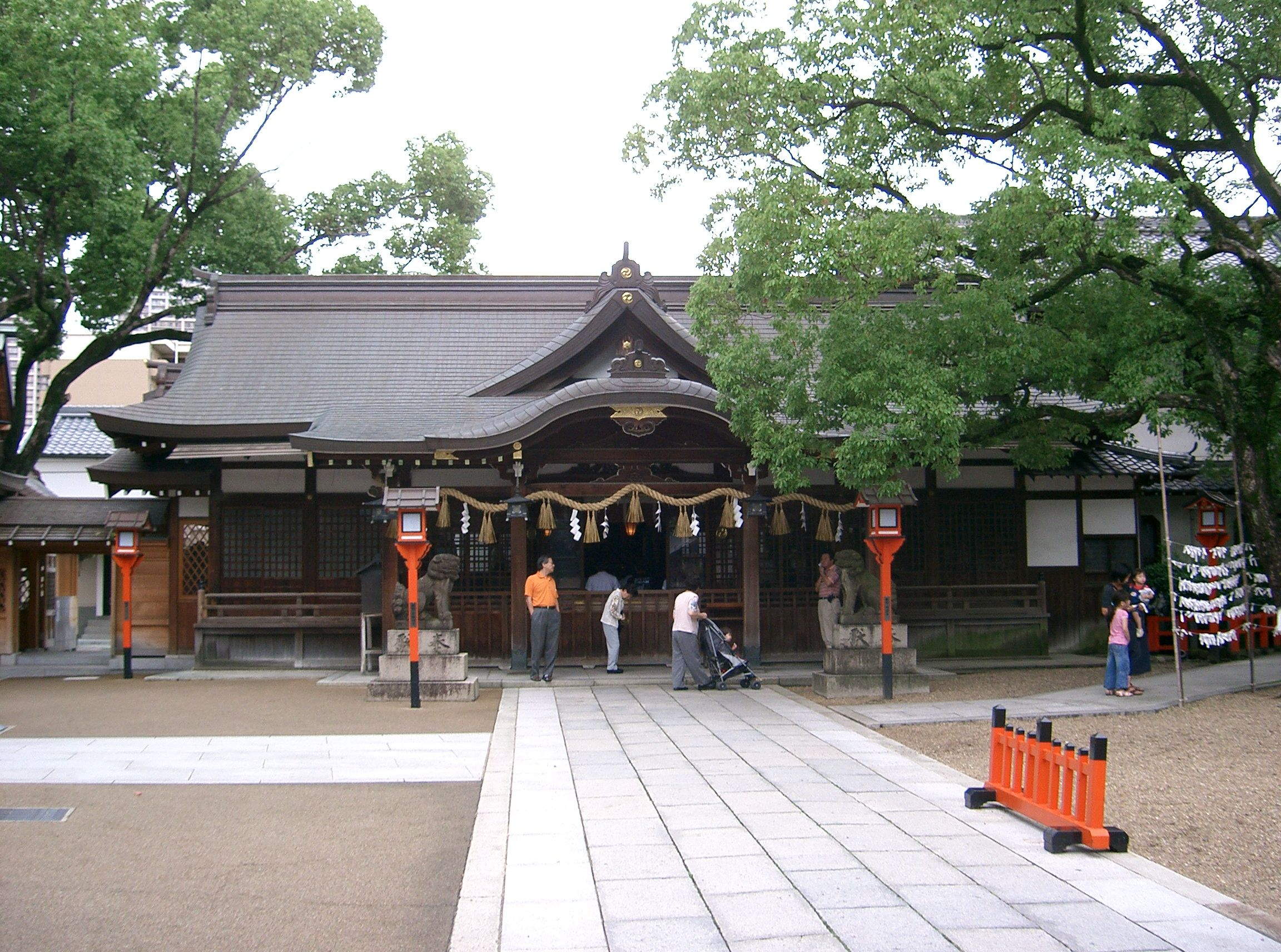
方違神社の旧拝殿　2007年7月15日撮影
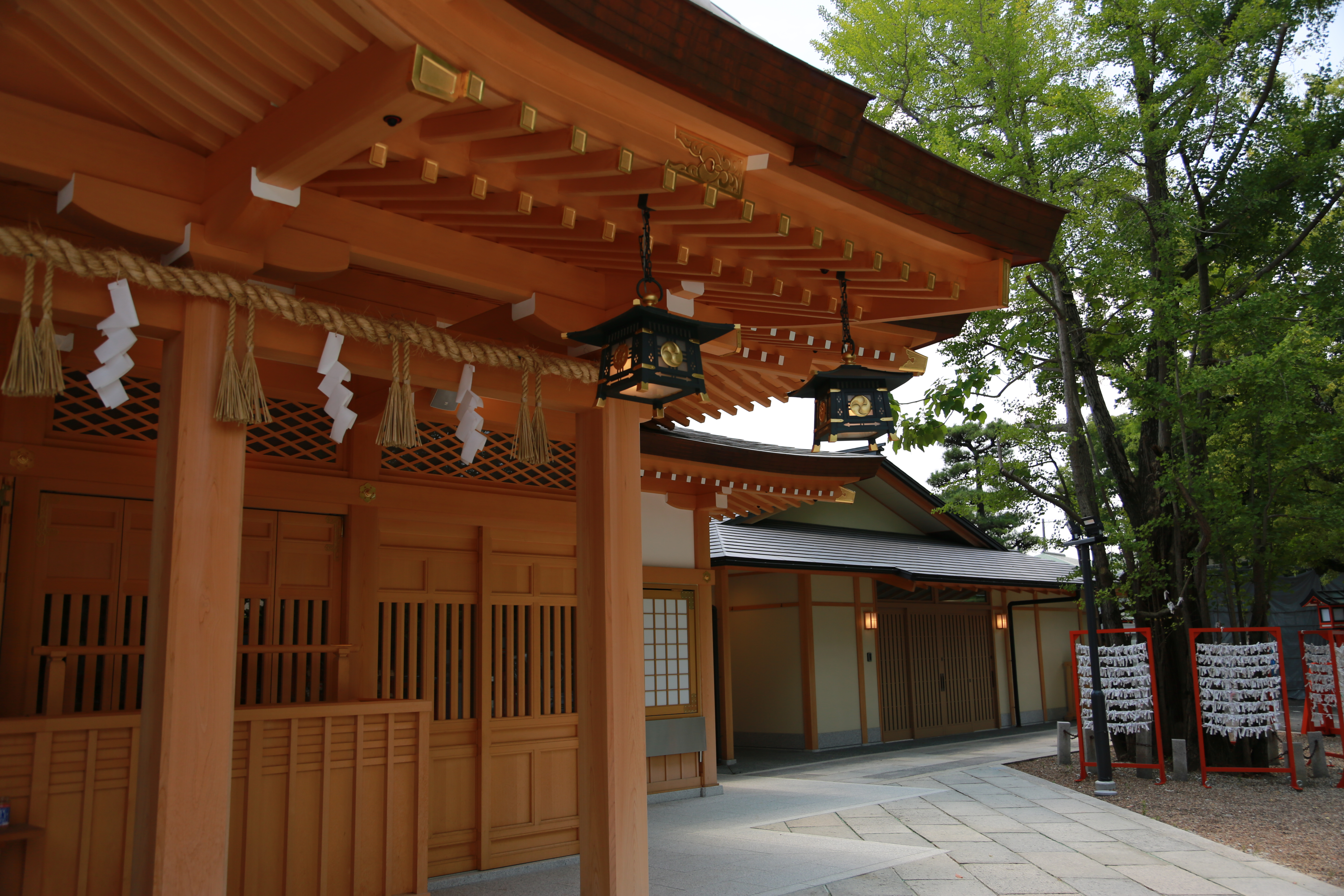
新拝殿の斜めショット
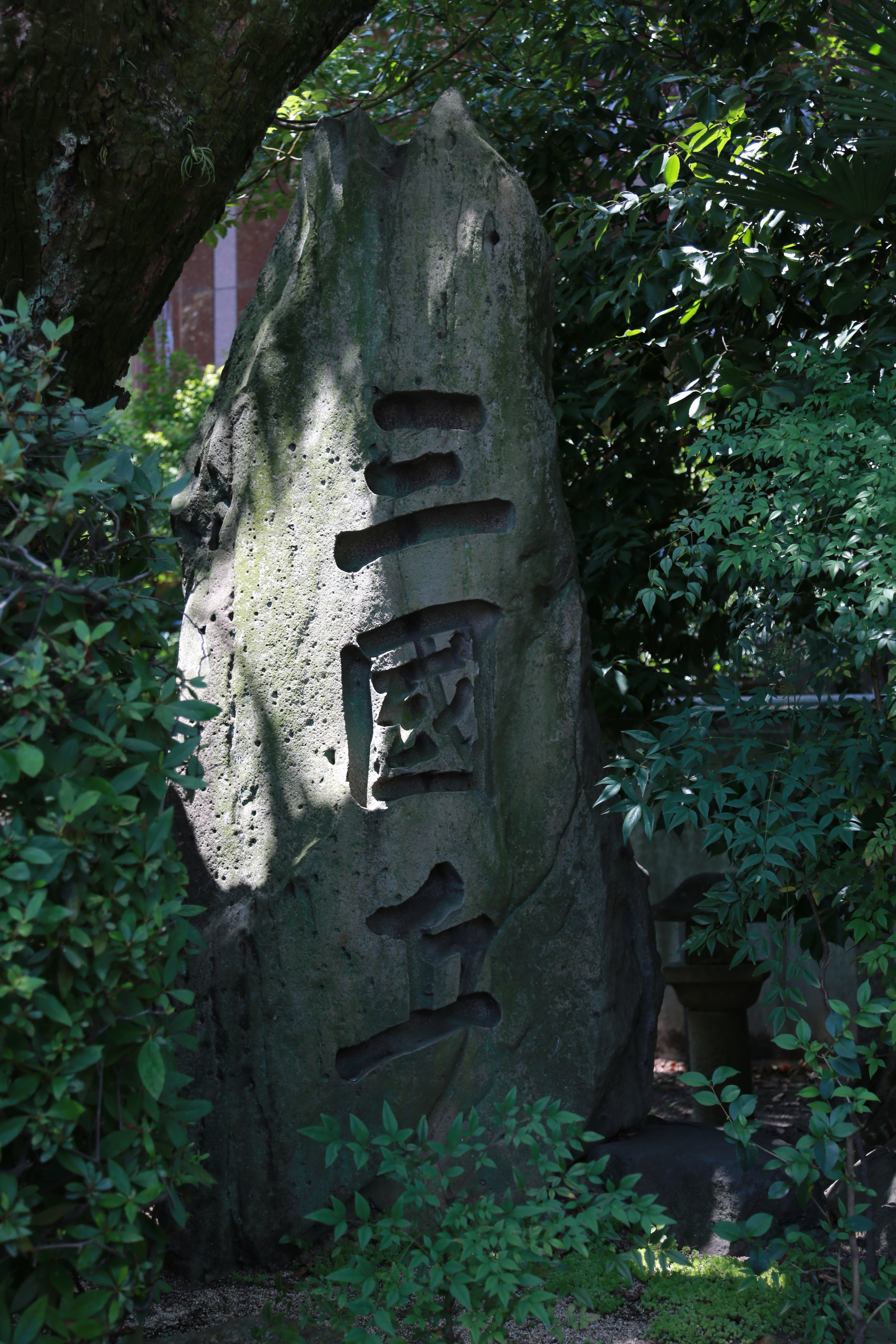
三国丘石碑
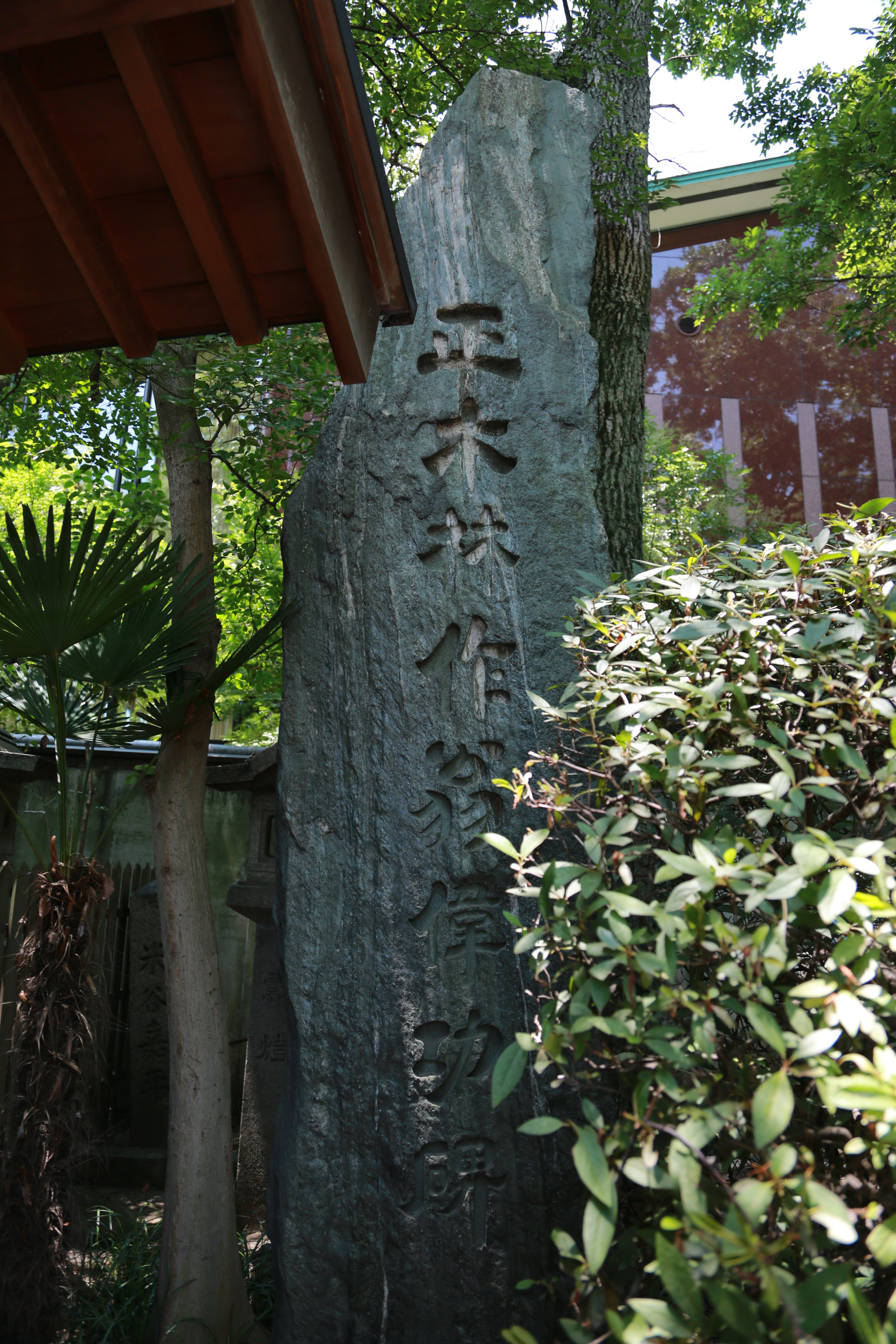
平木林作石碑

## 文化財

### 大阪府指定天然記念物
- くろがねもち - 境内ではなく、当社の南東側、通称「けやき通り」の歩道内にある。この地はかつて向井神社の境内であった。胸高径1.1m、幹周3.5m、樹高6.8m（1992年時点）。1973年（昭和48年）3月30日、大阪府から天然記念物に指定された。2018年現在は樹勢が衰えており、鉄柱によって支えられている[2]。

### 堺市指定保存樹木
- クスノキ - 指定番号8、指定年月日：1980年（昭和55年）3月15日[3]。
- イチョウ - 指定番号9、指定年月日：1980年（昭和55年）3月15日。

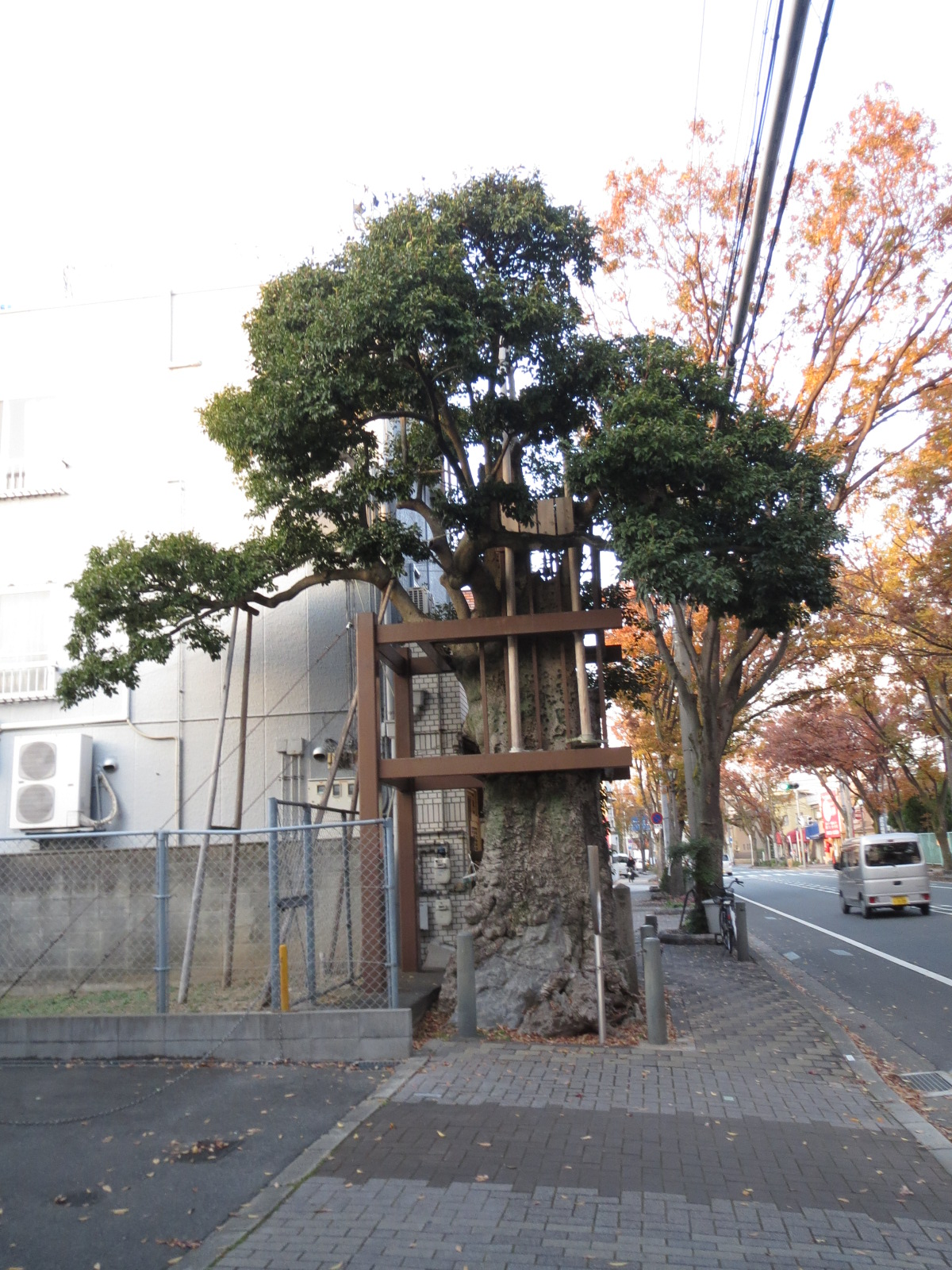
けやき通りのくろがねもち
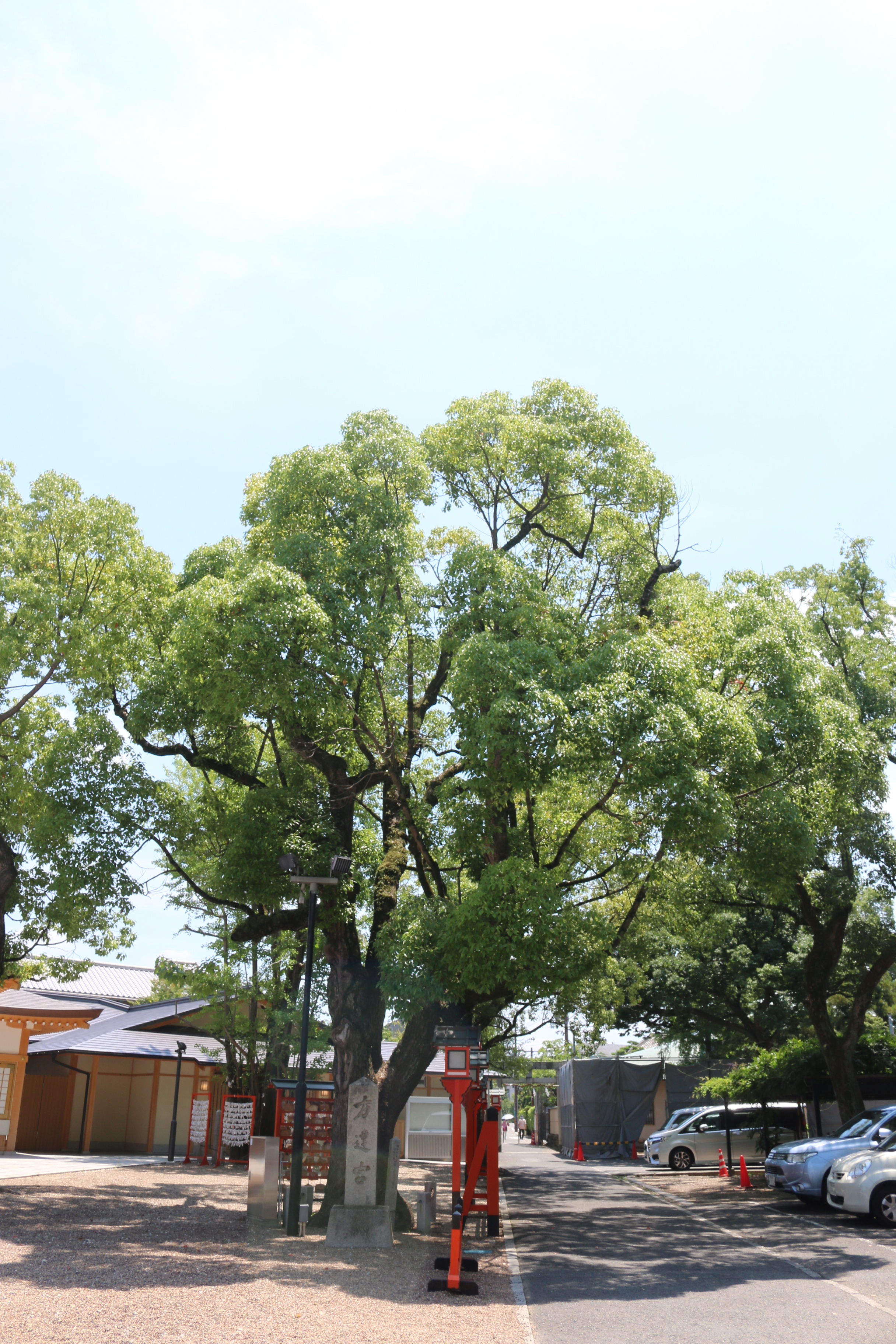
堺市指定保存樹木クスノキ
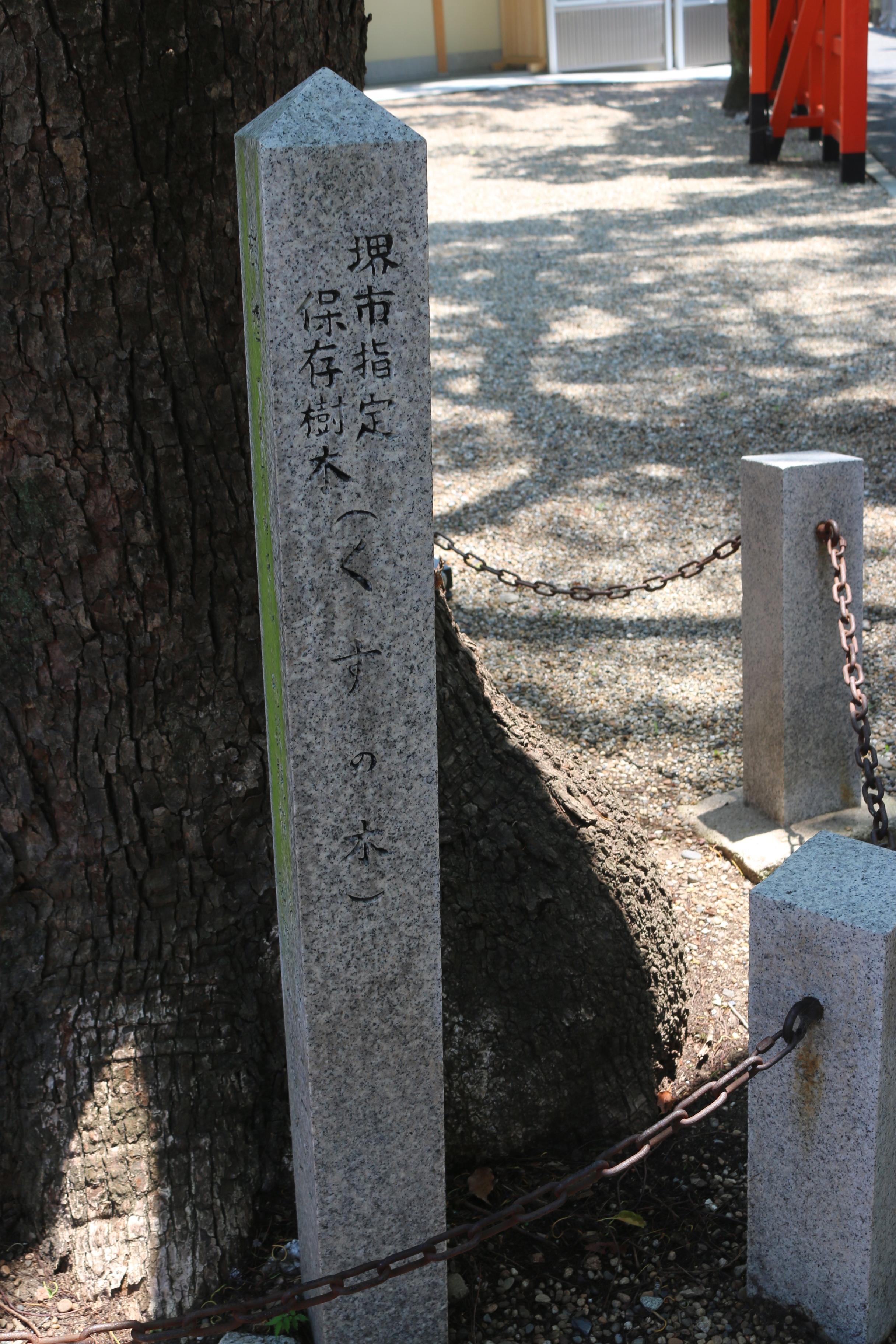
堺市指定保存樹木クスノキの標識1
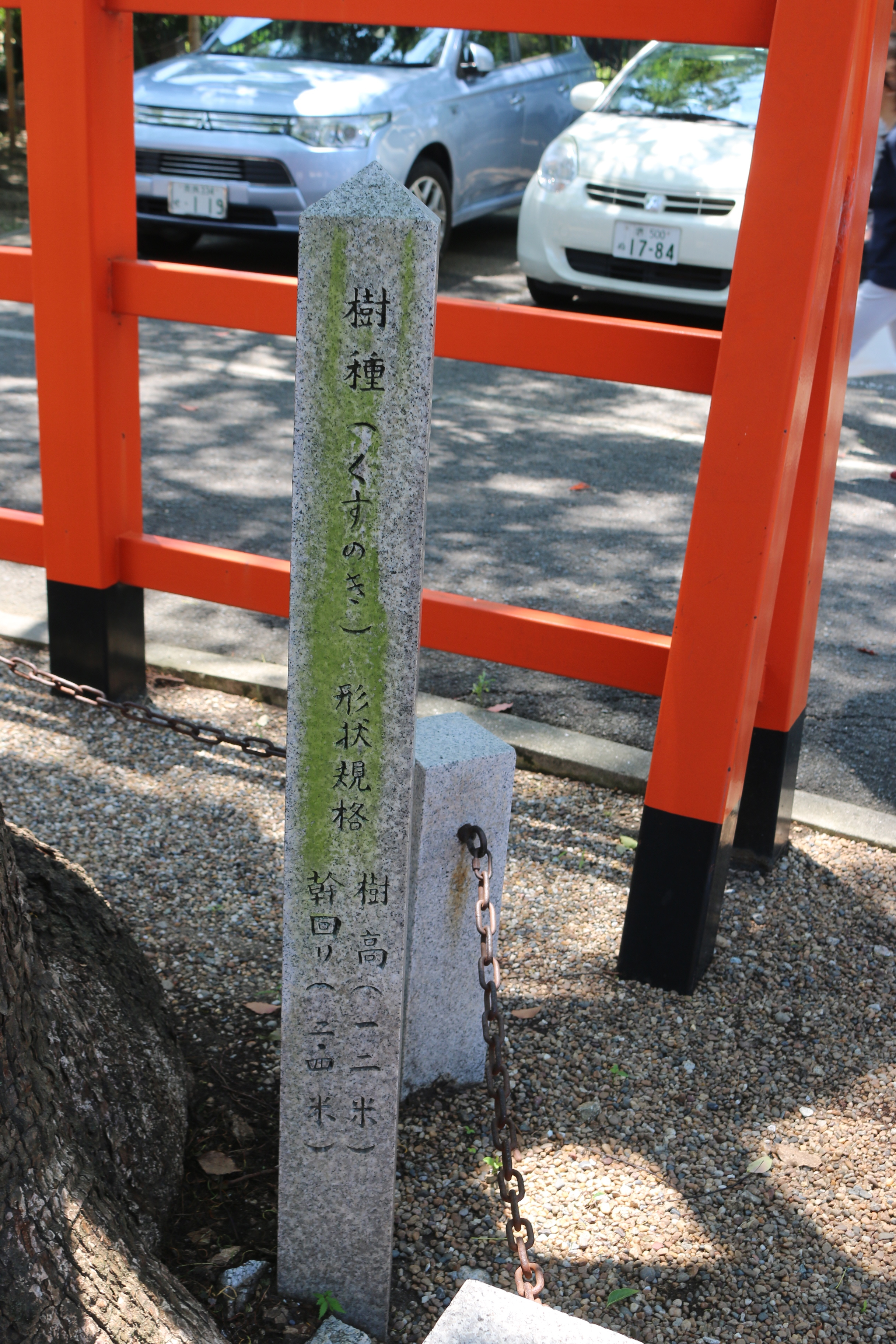
堺市指定保存樹木クスノキの標識2

```
　
```

## 祭事・行事
以下の祭事・行事がある。
- 粽祭（例大祭）（5月31日） - 粽（ちまき）を供える祭り[4]。方違神社は摂津・河内・和泉のどこにも属さない場所にあるという考え方から、境内の土で作られた粽は悪い方位を祓うとされる[5]。神功皇后が祓をしたという故事に由来する[6]。当日は13時から神事が行われる[7]。
- 初午祭（8月6日）
- 月次祭（毎月1日・15日）

## 故事
神武天皇の東征時、その兄が反旗を翻した。神武天皇の夢まくらに老人が立ち、瓦を作り、飴を作って神前に備えるとどんな逆賊も平定できるとのお告げを得て、兄の一族を降参させた。その後、神后皇后が堺の浦に上陸し、三国丘に上陸した際、葦の葉に当地の埴土を包んで方災の祓をし、埴土で飴を作って神前に備え、治国平天下を祈願した。
二月の節分に飴を売る店が出て、一家が祝って食べる習慣が残る。また、方違神社の紋がちまきであるのは、葦の葉に埴土を包んで方災よけをされた神后皇后の故事により、5月31日の例祭にはちまきを供える。

## 交通機関
- 南海高野線堺東駅から東へ徒歩5分
- JR阪和線堺市駅より西へ徒歩10分
- 南海バス方違神社前 下車すぐ
- 阪神高速15号堺線　堺出口より車で5分